# 冷泉為章
冷泉 為章（れいぜい ためふみ）は、江戸時代中期から後期にかけての公卿・歌人。上冷泉家17代当主。

## 経歴
宝暦2年（1752年）、冷泉為泰の子として誕生。
安永2年（1773年）1月5日に従三位。享和3年8月25日（1803年10月10日）民部卿に任じられる。後に正二位・権大納言。
文政5年（1822年）、薨去。家督は子・為則が継いだ。

## 系譜
- 父：冷泉為泰
- 母：今城定種娘
- 正室：吉田良延娘
- 生母不明の子女
  - 男子：冷泉為則
  - 男子：三室戸緝光
  - 女子：初子 - 甘露寺国長継室
  - 女子：阿野公倫室
  - 女子：町尻量聡室
  - 女子：舟橋師賢室
  - 女子：かめ - 伏原宣武室